# Espinosa de los Monteros (Burgos)
Espinosa de los Monteros ist eine nordspanische Kleinstadt und eine aus dem Hauptort sowie mehreren Weilern (pedanías) bestehende Gemeinde (municipio) mit 1.648 Einwohnern (Stand: 2024) im äußersten Norden der Provinz Burgos in der Autonomen Gemeinschaft Kastilien-León.

## Lage
Espinosa de los Monteros liegt am Río Trueba am Südrand des Kantabrischen Gebirges in einer Höhe von etwa 760 m. Die Entfernung zur Provinzhauptstadt Burgos beträgt knapp 100 km (Fahrtstrecke) in südlicher Richtung; die Küstenstadt Bilbao liegt etwa 77 km in nordöstlicher Richtung entfernt. Der Ort hat einen Bahnhof an der Strecke Bilbao – León.  Das Klima im Winter ist rau, im Sommer dagegen trocken und warm; Regen (ca. 955 mm/Jahr) fällt überwiegend im Winterhalbjahr.

## Bevölkerungsentwicklung
| Jahr      | 1857  | 1900  | 1950  | 2000  | 2017  |
| Einwohner | 3.402 | 3.731 | 3.678 | 2.173 | 1.727 |

Wegen der Mechanisierung der Landwirtschaft und der Aufgabe bäuerlicher Kleinbetriebe wanderten viele Arbeitskräfte und deren Familien in der zweiten Hälfte des 20. Jahrhunderts in die größeren Städte ab (Landflucht); dadurch entstand ein Kaufkraftschwund, der auch in der Kleinstadt einen Bevölkerungsrückgang auslöste.

## Wirtschaft
Die Landwirtschaft ist traditionell der bedeutendste Wirtschaftsfaktor, wobei wegen des regnerischen Klimas in der Region um Espinosa die Viehzucht dominiert. Darüber hinaus gedeihen nahezu alle Arten von Obstbäumen (Äpfel, Birnen, Kirschen, Feigen, Nussbäume, Kastanien, Mandeln) prächtig. In den letzten Jahren ist die Zucht von Bienenköniginnen als Erwerbszweig hinzugekommen. Der Wander- und Erholungstourismus spielt schon seit Jahren – v. a. während der heißen Sommermonate – eine bedeutende Rolle.

## Geschichte
Das Gebiet um Espinosa de los Monteros war schon in prähistorischer Zeit besiedelt – jedenfalls wurden einige wenige bronze- und eisenzeitliche Funde gemacht. In vorrömischer Zeit siedelten kantabrische Stämme in diesem Gebiet, das vom römischen Kaiser Augustus im Kantabrischen Krieg (29–19 v. Chr.) unterworfen wurde; außerdem bot der Goldreichtum der Bergbäche einen nicht unwesentlichen Anlass für das römische Engagement in dieser Gegend. Eine dauerhafte Siedlung an der Stelle des damaligen Ortes Monteros ist jedoch erst in westgotischer Zeit nachgewiesen. Um das Jahr 720 drangen arabische und berberische Heeresabteilungen in den Norden der Iberischen Halbinsel vor, deren Einwohner sich in Scharen in den äußersten Norden zurückzogen und etwa 100 bis 150 Jahre später die Heimatgebiete ihrer Vorfahren wieder zurückeroberten (reconquista) und von neuem besiedelten (repoblación). Während das Königreich León lange Zeit die Hauptlast bei den kriegerischen Auseinandersetzungen trug, bildete sich unter Fernán González im 9. Jahrhundert allmählich eine eigenständige Grafschaft Kastilien heraus, die – zum Königreich aufgestiegen – später die dominierende Macht in Spanien bilden sollte.
Am 10. und 11. November 1808 fand in der Nähe des Ortes eine verlustreiche Schlacht spanischer Truppeneinheiten gegen eine napoleonische Übermacht statt; der Sieg der Franzosen machte den Weg frei für das weitere Vorgehen Napoleons und seiner Generäle auf der Iberischen Halbinsel (siehe auch: Napoleonische Kriege auf der Iberischen Halbinsel).

## Sehenswürdigkeiten

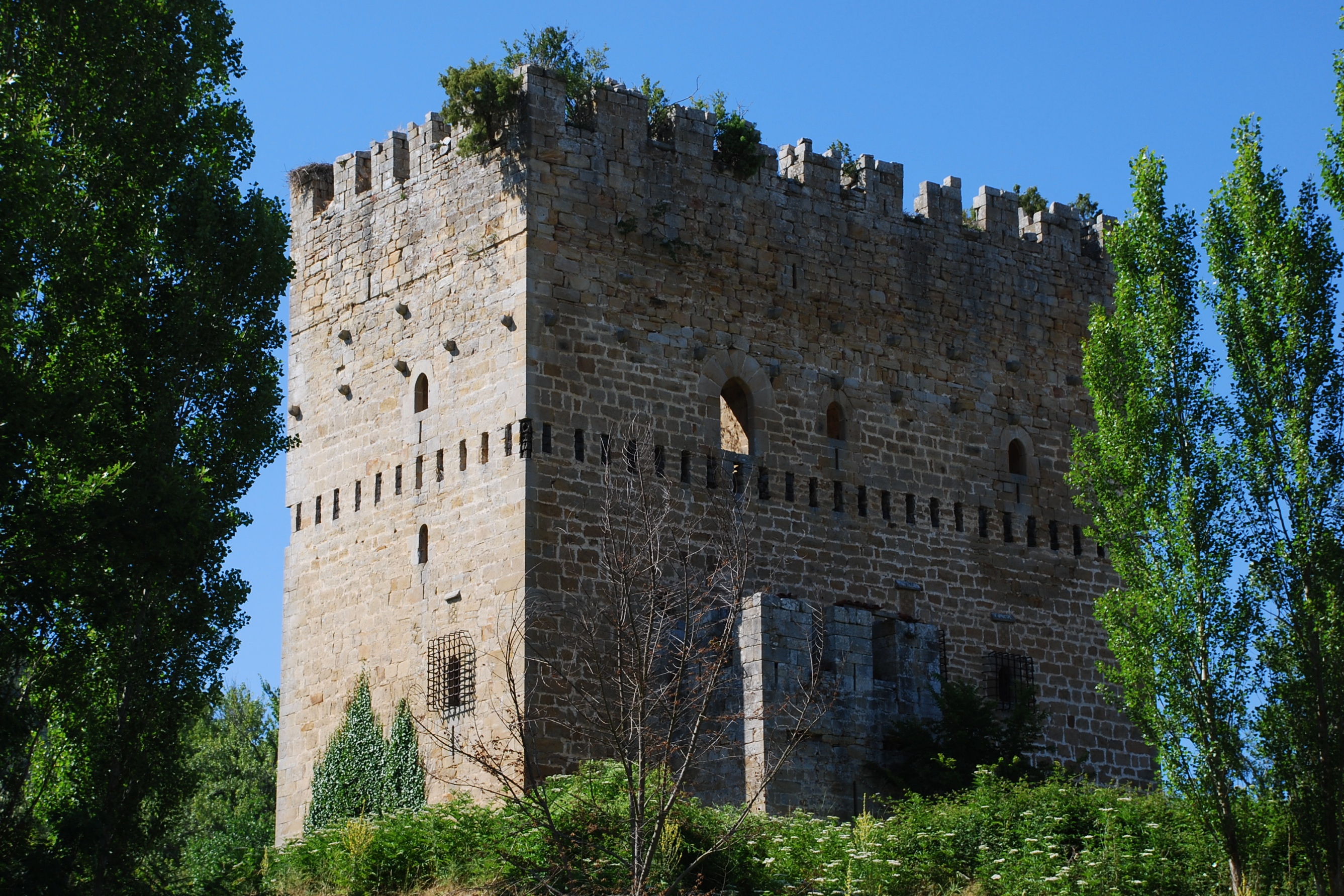
Torre de los Velasco

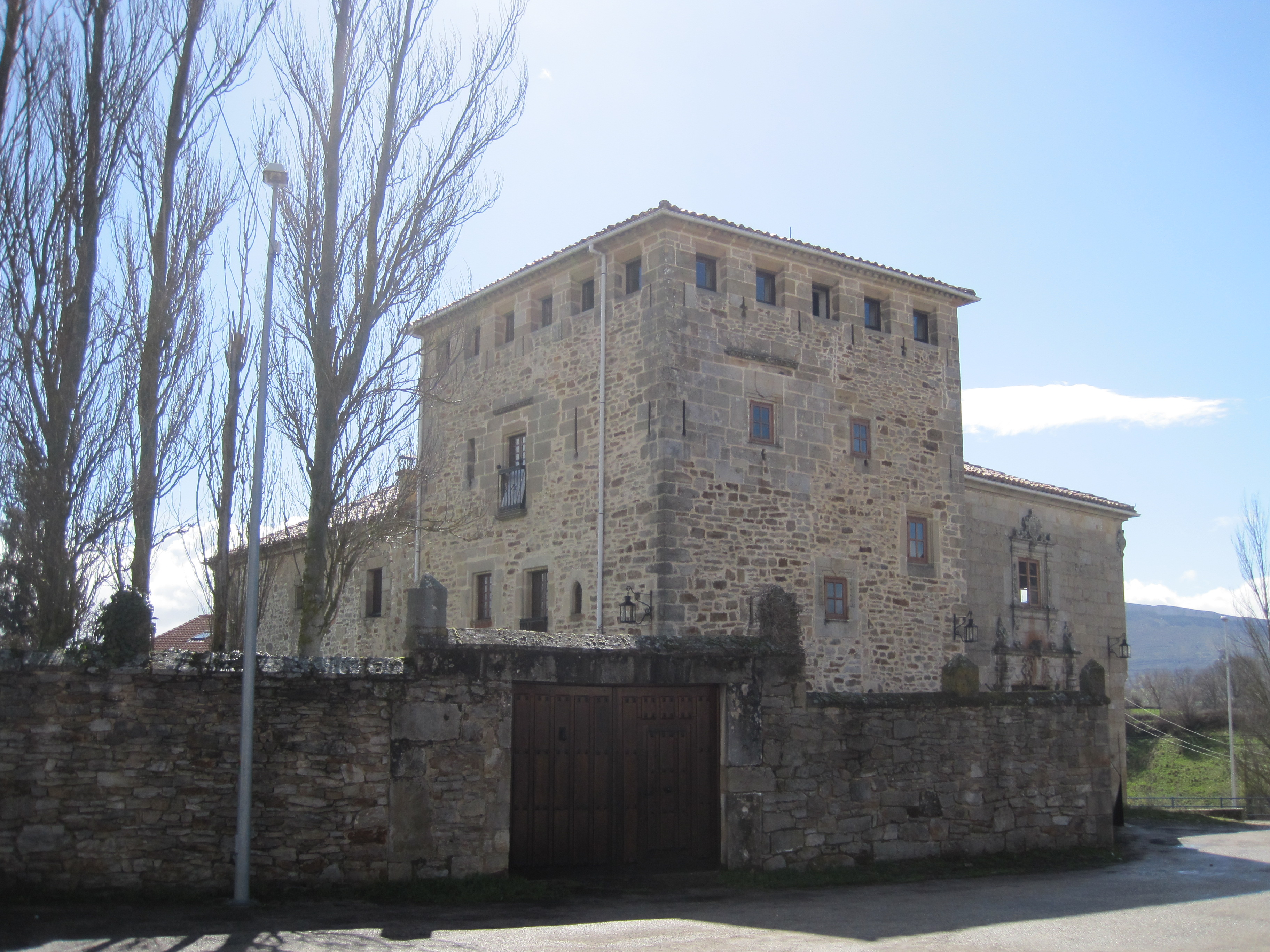
Palacio de los Fernández-Villa

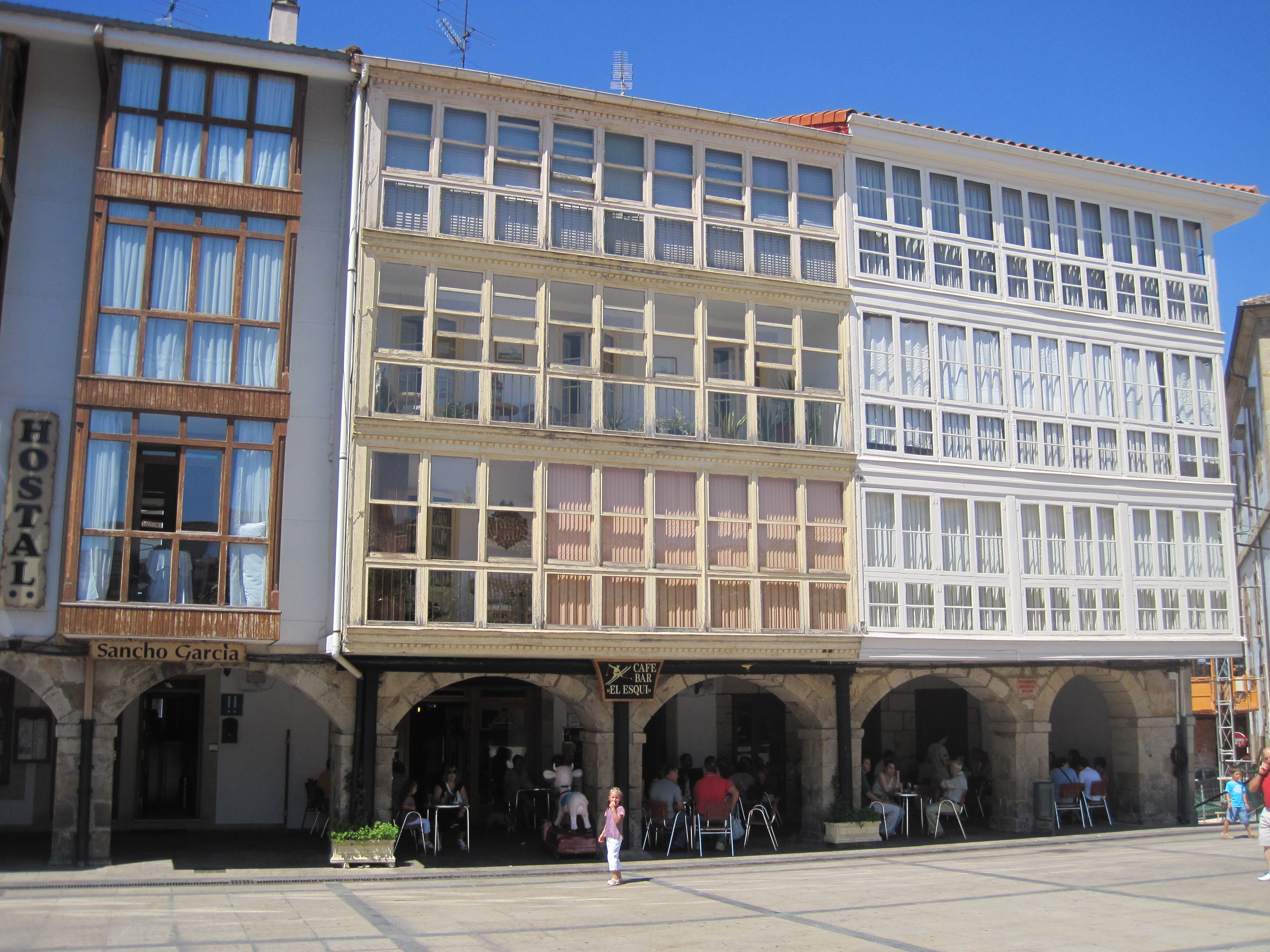
Arkadenhäuser mit verglasten Balkonen

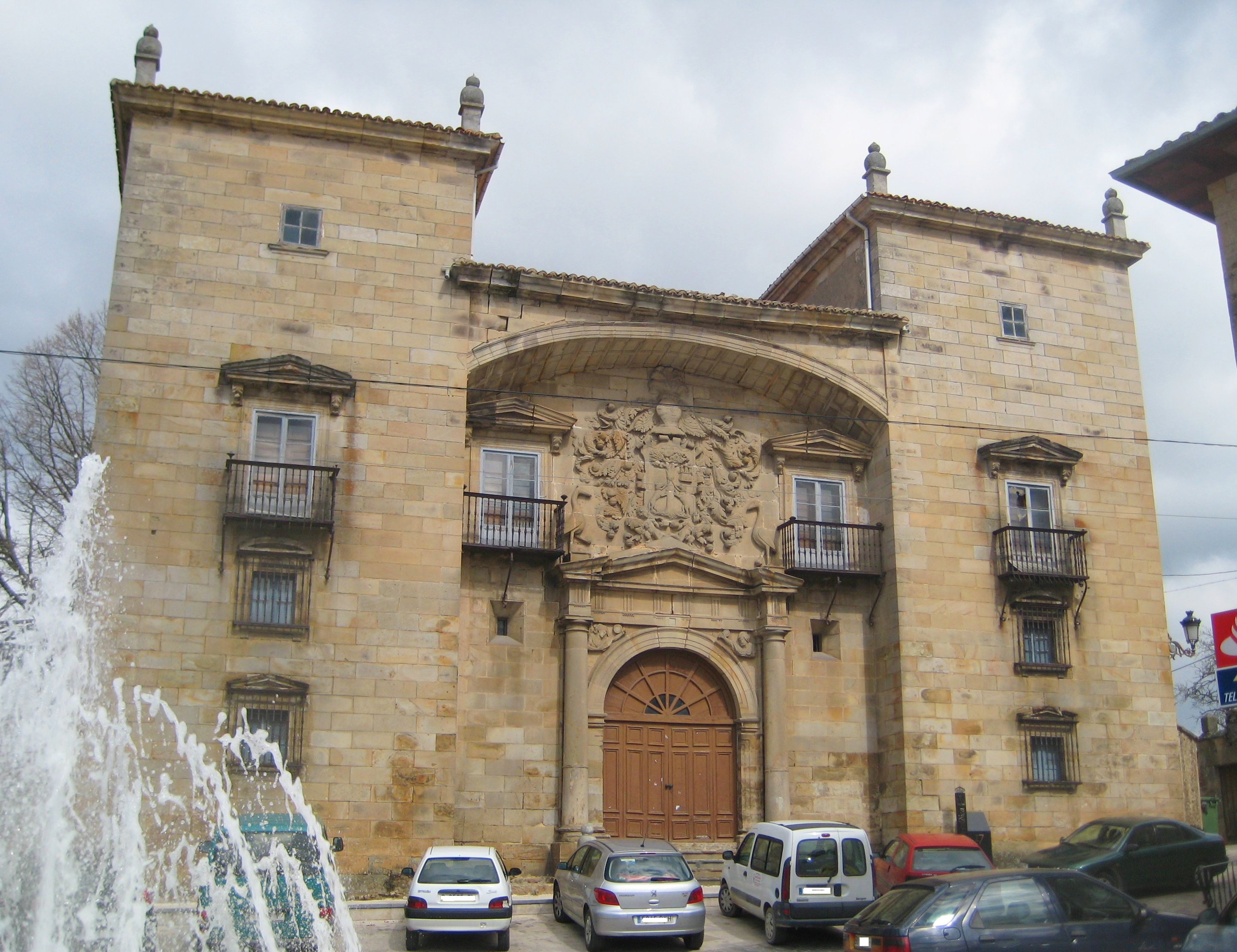
Palacio de los Chiloeches

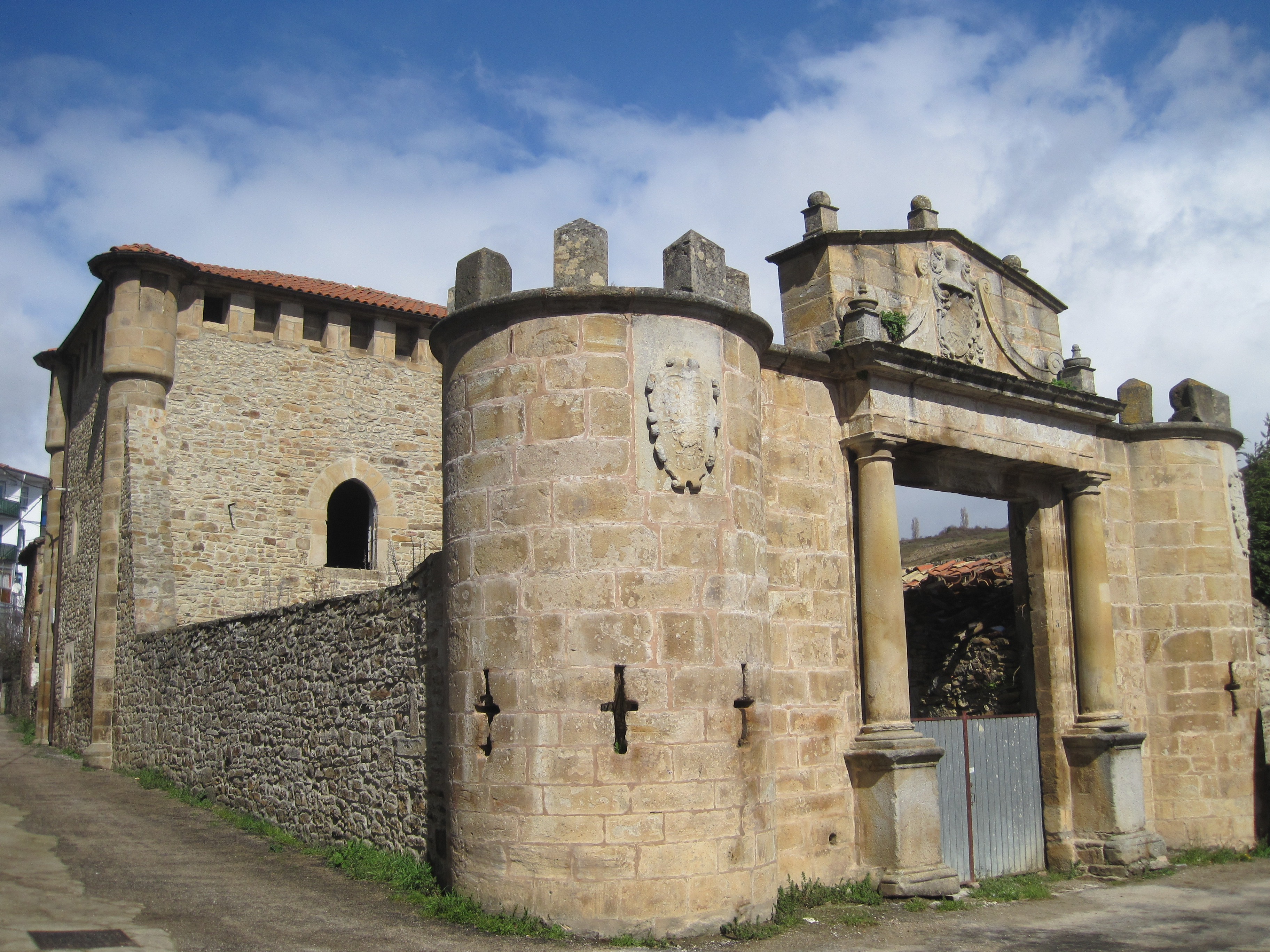
Torre de los Monteros

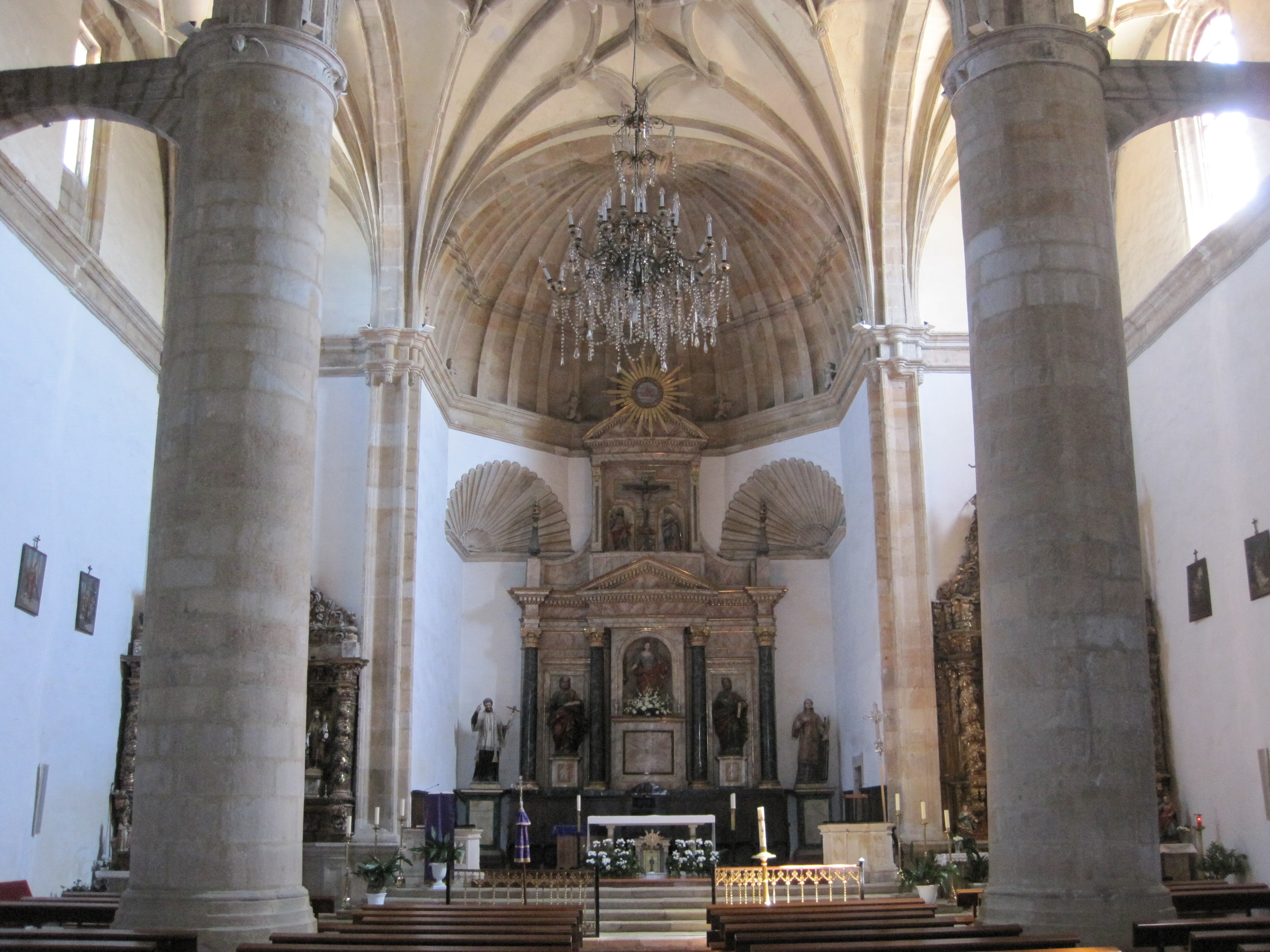
Iglesia de Santa Cecilia

- Der Torre de Illustre oder Torre de los Velasco ist ein wahrscheinlich aus dem 13. Jahrhundert stammender Wach- und Wehrturm auf einer Anhöhe oberhalb des Flüsschens Trueba. Er war nicht von einem Burggeviert umschlossen und wurde später noch mehrfach verändert, worauf u. a. die Reste mehrerer Wappenschilde des Hauses Velasco hindeuten. Die Außen- und Innenwände des Bauwerks bestehen aus regelmäßigen Hausteinlagen; die Zwischenräume der bis zu zwei Meter dicken, leicht angeschrägten und nahezu fensterlosen Mauern bestehen aus Bruchstein. Etwas oberhalb der halben Höhe sind noch die Aussparungen für die Tragbalken eines umlaufenden – wahrscheinlich überdachten – hölzernen Wehrgangs erkennbar. Das nahezu fensterlose Erdgeschoss diente als Raum für die Wachen und für die Dienerschaft – im helleren Obergeschoss lebte die Herrschaft. Die Dachterrasse ist von mächtigen Zinnen umstanden. Der Zugang zum Turm und seinen Innenräumen erfolgte ursprünglich über Leitern und Holztreppen, die bei einem Angriff eingezogen oder zerstört werden konnten; später erfolgte der Anbau einer steinernen Außentreppe.
- Der Hauptturm des Palacio de los Fernández-Villa stammt aus dem 16. Jahrhundert. Mit Ausnahme der Ecksteine besteht sein Mauerwerk aus nur wenig behauenen unregelmäßigen Bruchsteinen. Die Fenster sind unregelmäßig über die Fassaden verteilt, was auf spätere Umbauten schließen lässt. Während der südöstliche Seitentrakt in ähnlicher Manier wie der Hauptturm errichtet ist, zeigt der südwestliche Seitentrakt eindeutige Barock-Formen (Voluten) über dem Eingangsportal und dem darüber befindlichen Fenster. Der Bau befindet sich in Privatbesitz; er wurde jedoch im Jahr 2000 als Kulturgut (Bien de Interés Cultural) anerkannt.
- Einige Arkadenhäuser am Hauptplatz zeigen die für Nordspanien (Santander, A Coruña) typischen, komplett verglasten Balkonfassaden, die im Winter für eine gewisse Wärme in den Wohnräumen sorgen. Wie einige ältere Häuser im Ort zeigen, waren nach Süden ausgerichtete, aber zur damaligen Zeit aus Material- und Kostengründen noch unverglaste Balkone schon im Mittelalter und in der frühen Neuzeit sehr beliebt. Im Erdgeschoss der Arkadenhäuser befanden sich Geschäfte aller Art – heute ist es manchmal zu einem Café umgebaut.
- Der Palacio del Marques de Chiloeches wird aufgrund einer erhaltenen Prozessurkunde aus dem Jahre 1588, die auf die Anfertigung des Wappens bezieht – trotz des großen Wappenschildes mit seiner üppigen, eher barock anmutenden Rahmenzier bestehend aus Eichenblättern und -früchten, die aus einer Vase hervorzuquillen scheinen, – ebenfalls dem 16. Jahrhundert zugeordnet. Daneben sind zwei stehende Vögel (Reiher oder Störche) zu erkennen. Der gesamte Mittelbereich wird von einem weitgespannten Segmentbogen mit eingelassener Kassettendecke überspannt.
- Der Torre de los Monteros genannte Komplex stammt noch aus dem 15. Jahrhundert. Er besteht aus einem quadratischen Eckturm, welcher erst später überdacht und mit kleinen Einmann-Ecktürmchen (Pfefferbüchsen) versehen wurde, einem kleinen Vorhof und einem beachtlichen, von zwei Rundtürmen mit kreuzförmigen Schießscharten eingefassten Eingangsportal. Der Zugang zum Turm erfolgte ehedem über ein einfaches Portal im Erdgeschoss, über welchem sich ein spitzbogiges Fenster befindet. Deutlich sind die Unterschiede in der Steinbearbeitung zwischen dem spätmittelalterlichen Turmbau (überwiegend Bruchstein) und dem renaissancezeitlichen Torbau (überwiegend Haustein) zu erkennen. Am Torbau haben sich noch drei – später hinzugefügte – barocke Wappenschilde erhalten.
- Die einschiffige Iglesia de Santa Eulalia reicht möglicherweise bis in mozarabische Zeiten (10./11. Jahrhundert) zurück. Der Westfassade wurde später ein romanischer Glockengiebel (espadana) vorgesetzt.
- Die einschiffige Kirche San Nicolás stammt in Teilen noch aus dem 12. Jahrhundert; sie wurde jedoch nachträglich verändert – ihr heutiges Aussehen entstand im 17. Jahrhundert. Das Innere beherbergt ein sehenswertes spätgotisches Altarretabel, dessen Malereien in flämischem Stil Fray Alonso de Zamora zugeschrieben werden, einem Mönch aus dem Kloster San Salvador de Oña. Eine Besonderheit ist die Darstellung eines Heiligen Geistes (espíritu santo), der in Gestalt einer Frau erscheint.
- Die im Jahre 1510 begonnene Iglesia de Santa Cecilia ist die Pfarrkirche des Ortes. Von außen eher unscheinbar zeigt das Kircheninnere Sterngewölbe in den drei gleich hohen Schiffen (Hallenkirche), die jedoch aufgrund der weitgespannten Bögen eher als einheitlicher großer Raum wahrgenommen werden, welcher lediglich von zwei Rundpfeilern gestützt wird. Das Rippengewölbe der eigentlich quadratischen Apsis ruht in den hinteren Ecken auf zwei muschelartig gerippten Trompen.

## Persönlichkeiten
- Juan de Salazar y Espinosa (1508–1568), Conquistador und Gründer der paraguayischen Stadt Asunción.